# Виньято, Самуэле
Самуэ́ле Винья́то (итал. Samuele Vignato; родился 24 февраля 2004 в Неграр Вальполичелла, Италия) — итальянский футболист, атакующий полузащитник.

## Клубная карьера
Является воспитанником клуба «Кьево», за который дебютировал в Серии B 4 мая 2021 года в матче против «Кремонезе».
11 августа 2021 года перешёл в «Монцу», подписав трёхлетний контракт. 25 сентября 2021 года он забил свой первый гол в профессиональной карьере в ворота клуба «Порденоне». 25 февраля 2022 года Самуэле продлил контракт с клубом до 2025 года.

## Карьера в сборной
Выступал за сборные Италии до 15, до 16, до 18 и до 19 лет.

## Достижения
Сборная Италии
- Чемпион юношеского чемпионата Европы (до 19 лет): 2023